# Разобщитель
Разобщитель — деталь ударно-спускового механизма, предназначенная для ведения одиночного огня.
При взводе курка затворной рамой разобщитель или шептало одиночного огня удерживает курок до того, как будет отпущен спусковой крючок. Разобщитель или шептало одиночного огня размещается либо на выступе курка и удерживают его массой (АК-подобные системы), либо на вырезе в курке, удерживая его пружиной (AR-подобные системы).
Для ведения автоматического огня разобщитель нажимается сектором переводчика огня, убирая его из цикла выстрела. При этом вместо разобщителя работает автоспуск.
В некоторых моделях M16 (M16A2/A4) в ударно-спусковом механизме находится два отдельных разобщителя для ведения огня отсечкой из трёх патронов. Один из разобщителей имеет жестко прикреплённое к ней шептало. На курок надета шестерня, поднимающая шептало разобщителя. На третьем вырезе шестерни шептало поднимается, поднимая с собой разобщитель.